# Pseudorabdion modiglianii
Espèce
Pseudorabdion modiglianii  est une espèce de serpents de la famille des Colubridae.

## Répartition
Cette espèce est endémique de Sumatra en Indonésie.

## Étymologie
Cette espèce est nommée en l'honneur d'Elio Modigliani (1860-1932).

## Publication originale
- Doria & Petri, 2010 : Pseudorabdion in the museum of Genova with description of two new species from Sumatra and a revised key to the genus (Reptilia, Serpentes, Colubridae, Calamariinae). Annali del Museo civico di storia naturale G. Doria, vol. 102, p. 187-201.